# Ga-Ga/Zielone Żabki
Zielone Żabki – zespół grający ska/punk, pochodzący z Jawora, powstały w 1987 roku. Tworzyli go Mirosław „Smalec” Malec, Tomasz „Galik” Gala, Marek „Mister” Miedziński i Wojciech „Viciu” Miedziński.

## Historia
Początkowo zespół nazywał się „Nieelektryczna Grupa Muzyczna”. Był grupą dającą akustyczne koncerty na rynku w Jarocinie w 1987 r. w składzie Smalec na basie akustycznym oraz Brambor i Mister na gitarach akustycznych. Gdy Brambor odszedł z zespołu, nazwa została zmieniona na „Zielone Żabki”.
W kwietniu 1988 r. grupa nagrała w auli jaworskiego liceum 3 utwory, które później wysłała do organizatorów festiwalu Jarocin '88. W materiale wysłanym znajdował się utwór „Kultura”, później największy hit Zielonych Żabek. W 1988 roku Zielone Żabki zajęły pierwsze miejsce na Festiwalu w Jarocinie zdobyte głosami uczestników festiwalu. Zielone Żabki po odebraniu z rąk Romana Rogowieckiego głównej nagrody „Złoty kameleon” potłukły porcelanową statuetkę rozrzucając ze sceny drobne kawałki w zebrany przed sceną tłum. Smalec powiedział wtedy: „To dzięki Wam jesteśmy tu i teraz... każdemu należy się więc kawałek nagrody!”.
Zespół koncertował przez dwa lata, podczas których wiele kaset z ich utworami było nagrywanych i rozprowadzanych przez młodzież. Zielone Żabki w 1989 r. trafiły do Rozgłośni Harcerskiej, gdzie nagrały utwory „Kultura”, „Dzieci są złe” i „Wojna”. Utwór „List do Andrzeja” trafił na składankę „Jarocin88”. Zespół grał koncerty w całej Polsce w ramach małych jak i dużych festiwali. Warszawski „Rock Attack”, świdnicka „Marchewka” czy chojnowskie „Młodzieżowe Spotkania Muzyczne” to jedne z wielu miejsc na trasie zespołu. Był w planach również wspólny wyjazd koncertowy na Ukrainę z zespołem Chłopcy z Placu Broni, ale ówczesna niepewna sytuacja polityczna Ukrainy pokrzyżowała plany obu zespołów. Zespół Zielone Żabki miał nawet nagrać płytę dla jednej z francuskich niezależnych wytwórni – jednak z powodu braku porozumienia w grupie w 1989 roku zespół rozpadł się. Smalec założył punkowy zespół Ga-Ga, a Mister – Positive Vibration.
Zespół Ga-Ga w 1992 był laureatem Festiwalu w Jarocinie. Na kolejnym wystąpili już jako goście. W połowie 1994 r. Smalec związał się z Towarzystwem Świadomości Kryszny, co wyraźnie wpłynęło na muzykę zespołu (szczególnie ostatnia płyta Reinkarnacja). W 1996 roku zespół przestał istnieć, Smalec wraz z Pietką założyli nową grupę Radical News. W 2005 roku ukazał się album Czas Walki, zawierający studyjny materiał nagrany w 1996 roku i nigdy wcześniej nie publikowany.
W latach 1995–96 odbyły się sesje nagraniowe, podczas których została nagrana płyta „Lekcja Historii” z 20 utworami, 5 dodatkowymi nagraniami w formacie MP3 oraz teledyskiem do utworu Kultura. W sesjach uczestniczyli Smalec, Mister i Jagat Pita. Album ukazał się w czerwcu 2003 roku. W 2005 roku doszło do połączenia Zielonych Żabek i Ga-Gi, przez lidera obu tych zespołów – Smalca. Zespół nagrał album „Fakty i Fikcje”, którego prapremiera odbyła się w sierpniu 2009 na Przystanku Woodstock.
Zespół aktywnie współtworzy Festiwal Wegetariada w Jaworze. Podczas edycji w roku 2018 zespół zagrał we wspólnym projekcie Zamek Nadaje Wajb wraz z zespołami Positive Vibrations, Radical News i Radykalna Wieś. Zespół uczestniczy corocznie w Przystanku Woodstock / Pol’and’Rock Festivalu i występuje na Scenie Viva Kultura (Scena w Pokojowej Wiosce Kryszny).

## Skład

### Obecny skład zespołu (jako Ga-Ga Zielone Żabki)[1]
- Mirosław „Smalec/MADHU” Malec – gitara basowa, gitara akustyczna, wokal
- Marcin „Lisu” Lisowski – gitary
- Arkadio Jaffa – gitara basowa
- Piotr „Broda” Wołyniec – perkusja

### Byli członkowie zespołu
- Mister – gitara, wokal (do 1989, nagrania 1995–1996)
- Galik – perkusja (1988/89)
- Wojciech „Viciu” Miedziński (do 1989)
- MSI – gitara basowa, różne (1988/89)
- Brambor – gitara, wokal (1987)
- Jagat Pita – perkusja (1995/96)

### Współpracownicy
- Doda Stępień – wokal wspierający na wielu koncertach[5]

## Dyskografia
- Twoja Anarchia (live) – amatorski zapis koncertu (1994)
- Dzieci Są Złe (1994)
- Orkiestra do tańca już gra (1995)
- Lekcja Historii (2003)
- Fakty i Fikcje (2009)
- Alternatywne Światy (2011)
- Nowy porządek (2016)